# Regne de Montsó
El Regne de Montsó (en aragonès: Reino de Monzón) fou un regne creat per a l'infant Pere Sanxes, futur rei Pere I d'Aragó i fill primogènit del rei d'Aragó i Pamplona Sanç Ramires.
El regne de Montsó es creà en 1092 per consolidar les fronteres del seu territori després que l'infant Pere Sanxes participés en la Conquesta d'Estada (1087), la Conquesta de Montsó (1088), la Conquesta d'Estadilla, i la Conquesta d'Almenar, al Segrià (1093). El territori del regne de Montsó anava des de la Clamor d'Almacelles (a la comarca del Segrià) per l'est i quasi fins a Fraga pel sud. El 1134 n'era tinent Garcia Ramires, que se'n proclamà rei a la mort d'Alfons I d'Aragó i Pamplona. El territori fou recuperat pels favorables a Ramir II d'Aragó, però poc després el regne es perdé en ser conquerit per les tropes musulmanes.